# Макгрегор, Кейтлин
Кейтлин Энн Макгрегор (нем. Kaitlyn McGregor; род. 3 марта 1994 года, Херизау, Швейцария) — швейцарская конькобежка. Бронзовый призёр чемпионата Европы, 22-кратная чемпионка Швейцарии и 3-кратная призёр, 49-кратная рекордсменка Швейцарии. Выступала за клуб "Eislauf-Club Zurich" (Швейцария).

## Биография
Кейтлин Макгрегор выросла в городе Эбматинген, кантоне Цюрих, в спортивной семье, где все увлечены хоккеем. Её отец, по-национальности канадец Марк Макгрегор, был тренером в Канаде и в начале 90-х вместе с женой Фэй Макгрегор и маленьким сыном Райаном переехали в Швейцарию, где и родилась Кейтлин. Отец тренировал команды в национальной хоккейной лиге Швейцарии и Германии.
Брат Райан также играл в хоккей на международном уровне. Кейтлин начала кататься на коньках в возрасте 3-х лет и изначально тоже играла в хоккей. Была членом сборной Швейцарии по хоккею с шайбой, которая выиграла в 2010 году первый дивизион чемпионата мира до 18 лет и играла в дивизионе "B" Швейцарской женской хоккейной лиги, где была самой быстрой в своей хоккейной команде.
Однако в 12-лет по совету своей бабушки Кейтлин перешла в конькобежный спорт, где сначала тренировалась на ледовом катке "Dolder" в Цюрихе. Ей приходилось тренироваться в Голландии, затем в баварском Инцелле, потому что в Швейцарии нет 400-метрового катка. Уже в январе 2007 года она заняла 3-е место на юниорском чемпионате Швейцарии, а через год выиграла его, и на своём первом чемпионате страны на взрослом уровне одержала победы в спринте и на всех отдельных дистанциях, кроме дистанции 3000 м, где стала второй.
В 2009 и 2011 годах ей не было вновь равных на Национальном чемпионате в обоих многоборьях и на отдельных дистанциях, с 2009 года дебютировала на Кубке мира. В 2010 и 2011 годах участвовала на юниорском чемпионате мира. В 2013 году на чемпионате Швейцарии выиграла многоборье и на чемпионате мира среди юниоров стала серебряным призёром в беге на 1500 м и бронзовым на 3000 м и в сумме многоборья. В декабре 2013 года выиграла очередное «золото» в многоборье и в беге на 3000 м на чемпионате Швейцарии. 
В январе 2014 года Кейтлин дебютировала на чемпионате Европы и заняла 17-е место, но не квалифицировалась на Олимпийские игры в Сочи и впала в психическое расстройство. Кейтлин решила на год уйти из спорта и полностью сосредоточилась на своём тогдашнем парне, хоккеисте Рональдсе Кенинсе. Она переехала из Цюриха в канадский Ванкувер, но вскоре она вновь переехала. Макгрегор ушла из конькобежного спорта в возрасте 19 лет и прошла обучение на диетолога и инструктора по йоге. В течение 4-х лет она не думала о конькобежном спорте, пока не увидела, как сильнейший конькобежец Швейцарии Ливио Венгер финишировал на 4-м месте на Олимпийских играх в Пхёнчхане. После нескольких тренировок в Инцелле она вновь решила вернуться в спорт.
Через шесть лет, в 2020 году она официально вернулась и в 2021 году на чемпионате мира на отдельных дистанциях заняла 7-е место в командной гонке. В 2022 году на чемпионате Европы заняла 14-е место в забеге на 1000 м и 15-е на 1500 м. Через год на чемпионате мира на отдельных дистанциях стала 18-й в беге на 1500 м, 20-й на 3000 м и 24-й в масс-старте. 2024 год стал прорывом для Кейтлин. После победы в спринте на чемпионате страны она участвовала на чемпионате Европы в Херенвене и завоевала бронзовую медаль в командной гонке преследования, а также стала 4-й в масс-старте, 5-й в беге на 1500 м и 6-й на 3000 м.